# HD 103774
HD 103774 är en ensam stjärna belägen i den norra delen av stjärnbilden Korpen. Den har en skenbar magnitud av ca 7,13 och kräver åtminstone en stark handkikare för att kunna observeras. Baserat parallaxmätning inom Hipparcosuppdraget på ca 18,0 mas, beräknas den befinna sig på ett avstånd på ca 181 ljusår (ca 55 parsek) från solen. Den rör sig närmare solen med en heliocentrisk radialhastighet på ca -3,5 km/s.

## Egenskaper
HD 103774 är en gul till vit stjärna i huvudserien av spektralklass F6 V. Den har en massa som är ca 1,3 solmassor, en radie som är ca 1,7 solradier och har ca 3,8 gånger solens utstrålning av energi från dess fotosfär vid en effektiv temperatur av ca 6 100 K.

## Planetsystem
År 2012 upptäcktes en exoplanet av Saturnus’ storlek vid stjärnan med hjälp av metoden för mätning av radialhastighet genom sökprogram som utfördes med hjälp av HARPS-spektrografen.
| Planet | Massa             | Halv storaxel (AE) | Siderisk omloppstid (d) | Excentricitet | Inklination | Radie |
| ------ | ----------------- | ------------------ | ----------------------- | ------------- | ----------- | ----- |
| b      | ≥0,367 ± 0,022 MJ | 0,07 ± 0,001       | 5,8881 ± 0,0005         | 0,09 ± 0,004  | -           | -     |